# Берг, Тине
Тине Берг (дат. Tine Berg, род. 1958) — датская шахматистка.
Входила в число сильнейших шахматисток Дании 1980-х гг.
В составе сборной Дании участница трех шахматных олимпиад (1984, 1988 и 1990 гг.; всего на олимпиадах сыграла 30 партий, из которых 13 выиграла, столько же проиграла и 4 завершила вничью). В составе сборной Фарерских островов участница командного турнира северных стран 1989 г.
Участница женского международного турнира в Орхусе (1990 г.).
Много лет не участвует в соревнованиях высокого уровня.

## Основные спортивные результаты
| Год  | Город    | Соревнование                                                                | + | − | = | Результат | Место |
| ---- | -------- | --------------------------------------------------------------------------- | - | - | - | --------- | ----- |
| 1984 | Салоники | XI Олимпиада (сборная Дании, 2-я доска)                                     | 7 | 3 | 1 | 7½ из 11  |       |
| 1988 | Салоники | XIII Олимпиада (сборная Дании, 2-я доска)                                   | 3 | 4 | 2 | 4 из 9    |       |
| 1989 | Обюбро   | Командный турнир северных стран (сборная Фарерских островов, женская доска) | 0 | 2 | 5 | 2½ из 7   |       |
| 1990 | Нови-Сад | XIV Олимпиада (сборная Дании, 3-я доска)                                    | 3 | 6 | 1 | 3½ из 10  |       |
|      | Орхус    | Международный турнир                                                        | 0 | 7 | 2 | 1 из 9    | 10    |